# Glossoloma chrysanthum
Glossoloma chrysanthum là một loài thực vật có hoa trong họ Tai voi. Loài này được (Planch. & Linden) J.L.Clark mô tả khoa học đầu tiên năm 2005.